# Leptomya retiaria
Leptomya retiaria är en musselart. Leptomya retiaria ingår i släktet Leptomya och familjen Semelidae.

## Underarter
Arten delas in i följande underarter:
- L. r. aucklandica
- L. r. retiaria